# Kajszibarack
A kajszi, kajszibarack vagy sárgabarack (latinul: Prunus armeniaca) egy Közép-Ázsiából vagy Kínából származó gyümölcsfa. A szilvának közeli, az őszibaracknak és a mandulának távolabbi rokona.
Az Európai Unióban 65 000 hektáron termesztik és az éves termésmennyiség 700 000 tonna. Magyarországon évente 30 000 tonna kajszibarackot termelnek, de hideg időjárás vagy a virágzáskor jelentkező fagyok esetén ez visszaeshet 10 000 tonnára, mint például 2018-ban.

## Elnevezése
A barack szó a magyar nyelvben egyaránt vonatkozik a Prunus persica és a Prunus armeniaca fajtáira. A kajszibarack esetében az őszibaracktól való megkülönböztetés érdekében került a szó elejére a "kajszi" (esetleg "sárga") előtag.
A barack szó a magyar nyelvbe valószínűleg valamely nyugati szláv nyelvből került (vö. például cseh broskev, szlovén breskev stb.), feltehetőleg *brosky alakban. A szláv nyelvek a németből vették át a szót, vö. ófelnémet phirsih, persih; ennek a szónak a gyökerei a latinra nyúlnak vissza, ahol az őszibarackot persica-nak nevezték (malum Persicum: tkp. "perzsa alma".) A latin szó forrása a görög nyelv, ahol μῆλον Περσικόν (ejtsd: mélon perszikon) alakban élt az ugyanilyen jelentésű elnevezés. (Mai barack és perzsa szavaink tehát ugyanarra a görög tőre vezethetők vissza.)
A kajszi a magyar nyelvben oszmán-török eredetű jövevényszó (oszmán-török kāɪysɪ, újperzsa qaisï), ami ott önmagában is a gyümölcsöt jelenti. A magyarban is előfordul a gyümölcsre illetve a gyümölcsfára értve a kajszi szó önálló használata. További elnevezései: sárgabarack, tengeribarack, majombarack.

## Jellemzése
A rózsafélék  családjába tartozó 4–8 m magasra is megnövő fa levelei, rendszerint szíves vállból széles tojás alakúak, kihegyezettek, 2–3-szorosan fűrészesek. Virágai a levelek kifejlődése előtt nyílnak, fehérek vagy halványpirosak.
A kajszibarack az egyik legértékesebb, legsokoldalúbban hasznosítható gyümölcsünk. A cukor (5-30%) és savtartalom (0,3-2,6%) harmóniája intenzív aromával párosul. A gyümölcsök magas rosttartalma kedvező étrendi hatású. A friss gyümölcsök karotintartalma magas, az aszalt kajszi káliumban gazdag.

## A Kárpát-medencében
Magyarországon a török hódoltság idején kezdték a termesztését, később új magyar fajtákat is előállítottak.

## Termelése
2023-ban a kajszibarackot 69 országban termesztették 554 ezer hektár földterületen, és az éves termésmennyisége meghaladta a 3,7 millió tonnát. 2013 és 2023 között a kajszibarack földterülete 556 ezer hektárról 554 ezer hektárra (0,4%) csökkent, míg a termésmennyisége 4 millió tonnáról 3,7 millió tonnára (7,5%) szintén csökkent.
A világ legnagyobb kajszibarack termelői közé tartozik Törökország (20,1%), Üzbegisztán (13,4%), Irán (8,5%), Olaszország (5,5%) és Algéria (5,3%). Ezek az országok a 2023-as termelésük alapján az első öt helyen álltak. 2023-ban Törökország, Üzbegisztán, Irán, Olaszország és Algéria az éves termés több mint felét (52,8%) adták a világ kajszibarack termelésének.
Legnagyobb exportáló országok Spanyolország (31,8%), Törökország (12,9%) és Olaszország (11,7%), míg a legnagyobb importországok Németország (22,1%), Oroszország (14,6%) és Olaszország (5,6%).
2023-ban Magyarország 16 ezer tonna kajszibarackot termelt, így a 69 országból a 35. legnagyobb kajszibarack termelő volt. Magyarország főleg Spanyolországból (26,5%), Törökországból (20,4%) és Olaszországból (16,1%) importált kajszibarackot. A behozott, valamint a megtermelt kajszibarack egy részét tovább értékesítette az ország, főleg Ausztria (60,2%), Szlovákia (21,7%) és Németország (7,7%) felé.
| Energia 48 kcal 201 kJ |       |
| Szénhidrátok | 11 g  |
| - Cukrok 9 g |       |
| - Étkezési rostok 2 g |       |
| Zsír | 0.4 g |
| Fehérje | 1.4 g |
| A-vitamin ekviv. 96 μg | 12%   |
| β-karotin 1094 μg | 10%   |
| C-vitamin 10 mg | 12%   |
| Vas 0.4 mg | 3%    |
| A százalékos értékek az amerikai felnőttek számára javasolt napi mennyiségre (RDA) vonatkoznak. Forrás: USDA tápanyag adatbázis |       |

| Energia 241 kcal 1009 kJ |       |
| Szénhidrátok | 63 g  |
| - Cukrok 53 g |       |
| - Étkezési rostok 7 g |       |
| Zsír | 0.5 g |
| Fehérje | 3.4 g |
| A-vitamin ekviv. 180 μg | 23%   |
| β-karotin 2163 μg | 20%   |
| C-vitamin 1 mg | 1%    |
| Vas 2.7 mg | 21%   |
| A százalékos értékek az amerikai felnőttek számára javasolt napi mennyiségre (RDA) vonatkoznak. Forrás: USDA tápanyag adatbázis |       |

## Talajigénye
A kajszi a kissé meszes, levegős talajokon fejlődik a legjobban. Nem termeszthető eredményesen mészszegény, savanyú talajokon.

## Ökológiai igény
A kajszifajták többsége kicsi ökológiai alkalmazkodó képességgel rendelkezik. Magyarországon elsősorban a téli lehűlések okoznak nagy termésveszteséget. A kajszibarack hő- és fényigényes növény. A lombkorona gyenge fényellátása mellett gyenge virágrügy képződéshez és felkopaszodáshoz vezet.A kajszibarack a hazánkban termesztett fajok közül a legszárazságtűrőbbek közé tartozik. Öntözés nélkül is jövedelmezően termeszthető, de öntözéssel jelentősen növelhető a termés mennyisége.

## Gyümölcse
Gyümölcse, a kajszibarack vagy sárgabarack gömbölyű vagy kissé lapított, egy középbarázdával. Héja bársonyos, narancsszín sárga, a nap felé fordult oldalon bíborszínű bemosottsággal. Húsa (fajtától függően) éretten lágy, kellemes ízű. Csonthéja a szélén barázdált, különben sima.

## Felhasználása
Gyümölcse felhasználható nyersen vagy kifacsarva gyümölcsléként fogyasztva. Aszalva megtartja vitamin- és tápanyagtartalmát. Befőttnek, dzsemnek, lekvárnak, illetve a mélyhűtéssel tartósított gyümölcsöt, sütemények, torták, gyümölcsbólék ízesítéséhez használják, de pálinka készítésére is kiválóan alkalmas. Némelyik fajtának a magbelét is hasznosítják sütemények készítésénél, de nyersen is fogyasztható, kedvelt gyerekcsemege. A magjából olajat is sajtolnak, amit a szépségipar használ fel, de készítenek belőle szappant, üzemanyagot, illetve saláták készítéséhez is felhasználható. A barackmagolaj nagyon jó hordozóanyag, ugyanis a bőr nagyon hamar és könnyen beszívja, ezért sok masszázs- és illóolaj alapanyaga. Ápolja és hidratálja a bőrt, csökkenti a haj korpásodását, illetve serkenti a hajnövekedést.
Mindemellett, a kajszibarackot és a belőle készült termékeket érdemes kerülniük azoknak, akik allergiásak rá.

## Fajták
| Kajszibarack fajták Archiválva 2013. május 14-i dátummal a Wayback Machine-ben | Kajszibarack fajták Archiválva 2013. május 14-i dátummal a Wayback Machine-ben | Kajszibarack fajták Archiválva 2013. május 14-i dátummal a Wayback Machine-ben | Kajszibarack fajták Archiválva 2013. május 14-i dátummal a Wayback Machine-ben | Kajszibarack fajták Archiválva 2013. május 14-i dátummal a Wayback Machine-ben | Kajszibarack fajták Archiválva 2013. május 14-i dátummal a Wayback Machine-ben | Kajszibarack fajták Archiválva 2013. május 14-i dátummal a Wayback Machine-ben | Kajszibarack fajták Archiválva 2013. május 14-i dátummal a Wayback Machine-ben |
| Megnevezés                                                                     | Érési ideje                                                                    | Hússzíne                                                                       | Állománya                                                                      | Mérete                                                                         | Súlya                                                                          | íze                                                                            | Megjegyzés                                                                     |
| ------------------------------------------------------------------------------ | ------------------------------------------------------------------------------ | ------------------------------------------------------------------------------ | ------------------------------------------------------------------------------ | ------------------------------------------------------------------------------ | ------------------------------------------------------------------------------ | ------------------------------------------------------------------------------ | ------------------------------------------------------------------------------ |
| Bergeron                                                                       | július közepe                                                                  | narancssárga                                                                   | rostos, szilárd                                                                | közép nagy                                                                     | 40-55 g                                                                        | édes-savas, harmonikus, kiváló                                                 | fagytűrése kiváló                                                              |
| Budapest                                                                       | kései                                                                          | világos                                                                        | közepesen kemény                                                               | nagy                                                                           | g                                                                              | jó ízű                                                                         | friss fogyasztás,konzervipari felhasználás                                     |
| Carmingo                                                                       | augusztus közepe                                                               |                                                                                |                                                                                |                                                                                |                                                                                |                                                                                |                                                                                |
| Ceglédi arany                                                                  | Kb. 1 héttel a Magyar kajszi után                                              | narancssárga                                                                   |                                                                                |                                                                                | 44 g                                                                           | jellegzetes kajszi ízű                                                         | fagytűrése jó                                                                  |
| Ceglédi bíbor                                                                  | július közepén                                                                 | narancssárga,                                                                  | rostos, bőlevű                                                                 | nagy, megnyúlt, oldalról lapított                                              | 45 g                                                                           |                                                                                | késő téli -korai tavaszi fagyokra a legérzékenyebb                             |
| Ceglédi kedves                                                                 |                                                                                |                                                                                |                                                                                |                                                                                | g                                                                              |                                                                                |                                                                                |
| Ceglédi óriás                                                                  | július eleje                                                                   | narancssárga                                                                   | lédús, puha                                                                    | igen nagy                                                                      | 50-80 g                                                                        | édes-savas, aromás                                                             | friss fogyasztás, export                                                       |
| Ceglédi Piroska                                                                | Magyar kajszi előtt öt-hét nappal érik                                         | narancssárga                                                                   | Önmeddő                                                                        | középnagy                                                                      | 52 g                                                                           | teljes érésben jó                                                              | Fagyérzékenysége közepes                                                       |
| Gönci magyar                                                                   | június közepe                                                                  | aranysárga                                                                     | kemény                                                                         | középnagy                                                                      | 40-55 g                                                                        | édes-savas, zamatos                                                            | legkiválóbb ízű, zamatú, piacos, minden célra kiváló                           |
| Goldrich                                                                       | július 5-10                                                                    | narancssárga                                                                   | kemény                                                                         | nagy-igennagy                                                                  |                                                                                | édes-savas,zamatos                                                             | teljesen éretten zamatos, jól szállítható                                      |
| Harmat                                                                         |                                                                                |                                                                                |                                                                                |                                                                                | g                                                                              |                                                                                |                                                                                |
| Harcot                                                                         | július 12-től                                                                  |                                                                                |                                                                                |                                                                                | g                                                                              |                                                                                |                                                                                |
| Korai piros                                                                    |                                                                                |                                                                                |                                                                                |                                                                                | g                                                                              |                                                                                |                                                                                |
| Kuresia                                                                        | július vége – augusztus eleje                                                  | narancssárga-piros                                                             | szilárd, rostos                                                                | középnagy                                                                      | g                                                                              | édes-savas, zamatos                                                            | öntermékeny                                                                    |
| Magyar kajszi                                                                  | július közepe                                                                  |                                                                                |                                                                                |                                                                                | 45 g                                                                           |                                                                                |                                                                                |
| Mandulakajszi                                                                  | Kb. 1 héttel a Magyar kajszi után                                              | sárga, közepesen kemény                                                        | gyümölcse erősen megnyúlt, oldalról lapított                                   |                                                                                | g                                                                              | lédús, ízletes                                                                 | téli lehűlésekre fogékony                                                      |
| Pannónia                                                                       | július közepe-vége                                                             | narancssárga                                                                   | rostos, szilárd                                                                | közép nagy                                                                     | 40-55 g                                                                        | édes-savas, harmonikus, kiváló                                                 | fagytűrése kiváló                                                              |
| Rózsakajszi                                                                    | július eleje                                                                   | sárga, vörös foltos                                                            | rostos, szilárd                                                                | kicsi                                                                          | 10-20 g                                                                        | édes-savas                                                                     | fagytűrése közepes                                                             |
| Szegedi mamut                                                                  |                                                                                |                                                                                |                                                                                |                                                                                | g                                                                              |                                                                                |                                                                                |

kajszi-ami-augusztus-kozepen-erik